# Copa de la Princesa d'hoquei sobre patins femenina
La Copa de la Princesa d'hoquei sobre patins femenina és una competició de clubs espanyols d'hoquei sobre patins, organitzada per la Federació Espanyola de Patinatge des de la temporada 2022-23.
De caràcter anual, hi participen els tres millors equips classificats al finalitzar la primera volta de l'OK Lliga Plata femenina i un tercer equip procedent de la Primera Nacional Catalana designat per la Federació Catalana de Patinatge. El torneig sorgeix com a competició equivalent a la Copa de la Princesa en categoria masculina, que es disputa des de l'any 2007. Des de la temporada 2022-23, els dos esdeveniments es disputen simultàniament a la mateixa seu, essent Alcobendas la primera localitat en acollir-los.
El primer guanyador d'aquesta competició va ser el Club Hoquei Mataró i el Club Patín Alcalà Hockey va guanyar la segona edició.

## Historial
| En negreta = Equip guanyador (1) = Nombre de títols (prò.) = Pròrroga / Gol d'or (p.) = Penals Nota: Noms dels equips segons l'època |

| Edició | Temp.   | Data       | Campió        | Resultat      | Subcampió   | Seu                                     | refs  |
| ------ | ------- | ---------- | ------------- | ------------- | ----------- | --------------------------------------- | ----- |
| I      | 2022-23 | 02-04-2023 | CH Mataró (1) | 2-1           | Bembibre HC | Poliesportiu José Caballero, Alcobendas | [ 2 ] |
| II     | 2023-24 | 03-03-2024 | CP Alcalá (1) | 1-1 (2-0, p.) | HC Raxoi    | Pavelló Visiola Rollán, Mieres          | [ 3 ] |

## Palmarès
| Equip                    | Campió | Subcampió | Finals | Anys campió | Anys subcampió |
| ------------------------ | ------ | --------- | ------ | ----------- | -------------- |
| Club Hoquei Mataró       | 1      | 0         | 1      | 2022-23     | ―              |
| Club Patin Alcalá Hockey | 1      | 0         | 1      | 2023-24     | ―              |
| Bembibre Hockey Club     | 0      | 1         | 1      | ―           | 2022-23        |
| Hockey Club Raxoi        | 0      | 1         | 1      | ―           | 2023-24        |